# Ghriss
Ghriss là một đô thị thuộc tỉnh Mascara, Algérie. Dân số thời điểm năm 2002 là 22.151 người.